# Torre del Port
La Torre del Port o Torre dels Moros és un monument protegit com a bé cultural d'interès nacional del municipi de Cambrils (Baix Camp). Es va integrar en el Museu d'Història. Des d'una restauració acabada el juny de 2018, serveix com a punt d'informació de les activitats i espais de la xarxa museística, ja que es troba al mig del lloc més visitat de Cambrils. Acull exposicions temporànies relacionades amb la mar, la pesca i el port. Des de 2008 fa part de la Xarxa de Museus Marítims de la Costa Catalana.

## Descripció
Es tracta d'una torre de planta circular, amb la part inferior atalussada. Al primer pis, que està cobert amb una volta, encara es conserva la porta d'entrada originària la qual està rematada amb un matacà de carreus. És una obra de paredat, en verd, amb reforços de carreus de soldó en la part baixa.
La part superior de l'edifici és la que ha patit més transformacions al llarg del temps. En la documentació gràfica conservada és visible l'evolució del monument fins a la seva configuració actual. L'any 1887 foren enderrocades unes escales d'obra que comunicaven amb la porta, situada a la part superior, mitjançant un pont llevadís. Es té notícia que l'any 1948 el propietari de la torre en aquell moment hi construí un segon pis. Cal entendre que l'any 1894 l'edifici va ser inclòs en la llista de vendes dels béns de l'Estat (número de registre 1643), a conseqüència de la llei de desamortització. D'aquesta manera, aquell mateix any el propietari de la torre era Josep Ribot que es va encarregar de les obres de neteja i rehabilitació de l'edifici i amb posterioritat a la Guerra Civil Espanyola va ser adquirida per Francesc Figuerola Ferrer qui continuà amb les obres de remodelació. La finestra-balcó oberta a mitjana altura fou obra d'aquest darrer propietari, ja que es tracta d'una modificació datada l'any 1940. En conseqüència l'interior està força transformat.
Actualment té una alçària de 15 metres i una superfície de 147 metres quadrats. El gruix de la base és de 2,25 metres i la part superior d'1,10 metres. L'interior del sostre, com s'esmentava, està cobert per una volta d'una alçària de sis metres. La sala superior ocupa una superfície de 73 metres quadrats i té sis finestrals i es corona per un gàlib.

## Història
A causa de la inseguretat de la costa, l'Ajuntament o Consell de Cambrils acordà, el dia 6 d'abril de 1663, llogar a dos homes a fi de vigilar tot l'areny comprès entre la punta de l'Esquirol fins a la Llosa. El 30 de desembre de l'any següent, per a incrementar la seguretat de l'àrea circumdant a la costa de Cambrils, s'acordà construir una torre al barri de pescadors, en la qual treballaren tots els veïns. D'aquesta manera la visibilitat que tenien els vigilants de la costa s'incrementava notablement i també se'n garantia la seva seguretat. S'hi va imposar, a més, el tribut d'un ral per cent a cada barca o llaüt, tant de Cambrils com foraster, fos de pesca com de tràfec, que arribés a la platja, amb una pena de 10 rals en cas d'incompliment.
El 13 de setembre de 1681, el Consell de la ciutat va autoritzar al canonge de Barcelona, Andreu Foix, rebre una peça d'artilleria així com bales, pólvora, metxa, etc. per la defensa de la torre.
L'any 1886 Carles Clanxet Cuchillo, propietari de la torre segons les actes municipals, tenia permís per enderrocar l'edifici a causa del mal estat en què es trobava.
L'any 1894, i a causa de la llei de desmonetització, la torre fou inclosa en la venda de béns de l'estat, amb el número de registre 1643 i se subhastà el 10 d'agost i Josep Ribot de Barcelona va adquirir-la segons l'escriptura pública signada el 22 de setembre de 1894 a Tarragona, davant el notari Simó Gramunt. Tanmateix, hi ha testimonis orals que asseguren que durant la Guerra Civil Espanyola l'edifici va ser utilitzat com a presó.
Posteriorment, l'any 1992 la torre va deixar de ser propietat privada per tornar a ésser una propietat de l'Ajuntament de Cambrils. A partir de 1995 es van dur a terme diferents obres de rehabilitació, a càrrec de l'Ajuntament de Cambrils juntament amb la col·laboració de la Diputació de Tarragona, la Generalitat de Catalunya i la Unió Europea.